# 安德布
安德布（挪威語：Andebu）是挪威西福爾郡的一個已撤销的市镇。
2017年1月1日安德布连同斯托克市镇一起并入桑讷菲尤尔市镇。